# El amante de las películas mudas
El amante de las películas mudas es una película de Argentina filmada en colores y dirigida por Pablo Torre sobre su propio guion escrito según su novela homónima, que se estrenó el 29 de septiembre de 1994 y que tuvo como actores principales a Alfredo Alcón, Carola Reyna, Laura Novoa y  Roberto Devita.
En gran parte fue filmada en el cine-teatro 25 de Mayo del barrio porteño de Villa Urquiza e incluye escenas de La casa del ángel de Leopoldo Torre Nilsson.

## Sinopsis
Un viejo galán evoca historias vinculadas al cine mudo y un niño lo observa.

## Reparto
Participaron del filme los siguientes intérpretes:
- Alfredo Alcón como Ralph de Palma
- Carola Reyna como Clara
- Laura Novoa
- Roberto Devita como Paolo
- Sofía Torre
- Marta González
- Gerardo Romano
- Pablo Torre… Voz en off

## Premios y nominaciones
Asociación de Cronistas Cinematográficos de la Argentina, 1995
- Alfredo Alcón: candidato al Premio Cóndor de Plata al Mejor actor
- Carola Reyna: candidata al Premio Cóndor de Plata a la Mejor Actriz.
- Marcelo Iaccarino: candidato al Premio Cóndor de Plata a la Mejor Fotografía
- Pepe Uria: candidato al Premio Cóndor de Plata a la Mejor Escenografía

Festival de Cine de Bogotá, 1995
- Pablo Torre: ganador del Premio Círculo Precolombino de Plata a la Mejor Película.

## Comentarios
Paraná Sendós en Ámbito Financiero escribió:

«Está bien que el asunto es mortuorio, pero no tenía que serlo también el ritmo.»

Axel Kuschevatzky opinó:

«Con un abuso de la voz en off y una incapacidad narrativa increíble, el debut de Pablo Torre como realizador recuerda al primer film de su hermano Javier: Fiebre amarilla. Una película pretenciosa, cuadrada y olvidable.»

Isabel Croce en La Prensa opinó:

«La inclusión de fragmentos de películas mudas, con su comicidad directa y mágica ingenuidad es otro acierto de esta película.»